# Topologie grossière
En mathématiques et plus précisément en topologie, la topologie grossière (ou topologie triviale) associée à un ensemble X est la topologie sur X dont les seuls ouverts sont l'ensemble vide et X.
Cette topologie est la moins fine de toutes les topologies qu'il est possible de définir sur un ensemble ; intuitivement, tous les points de l'espace topologique ainsi créé sont « groupés ensemble » et ne peuvent pas être distingués du point de vue topologique.

## Propriétés
La topologie grossière est la topologie possédant le moins d'ouverts qu'il soit possible de définir sur un ensemble X, la définition d'une topologie supposant précisément que X et l'ensemble vide font partie de ces ouverts.
Parmi les autres propriétés d'un tel espace topologique X :
- Les seuls fermés sont l'ensemble vide et X.
- La seule base possible de la topologie grossière sur X est {X}.
- Si X a au moins deux éléments, ce n'est pas un espace séparé, ni même un espace de Kolmogorov. A fortiori, il n'est pas régulier.
- En revanche, il vérifie les axiomes de séparation T3 1/2  (donc aussi T3) et T4.
- N'étant pas séparé, X n'est ni une topologie d'ordre, ni métrisable.
- X est quasi-compact.
- Toute fonction définie sur un espace topologique et à valeurs dans X est continue.
- X est connexe.
- Tout point de X admet une base dénombrable, X est à base dénombrable et séparable.
- Tout sous-espace de X possède la topologie grossière.
- Tout espace quotient de X possède la topologie grossière.
- Sur tout produit cartésien d'espaces topologiquement grossiers, la topologie produit est la topologie grossière.
- Toute suite de X converge vers tout point de X. En particulier, toute suite possède une sous-suite convergente (la suite elle-même) et X est donc séquentiellement compact.
- L'intérieur de tout sous-ensemble de X, à l'exception de X lui-même, est vide.
- L'adhérence de tout sous-ensemble non-vide de X est X. Tout sous-ensemble non-vide de X est donc dense dans X, une propriété qui caractérise les espaces topologiquement grossiers.
- Si S est un sous-ensemble de X ayant au moins deux points, tout élément de X est un point d'accumulation de S. Si S est formé d'un seul point, ses points d'accumulation sont exactement les autres points de X.
- X est un espace de Baire.
- Deux espaces grossièrement topologiques sont homéomorphes si et seulement s'ils ont même cardinalité.